# كريس هويتون

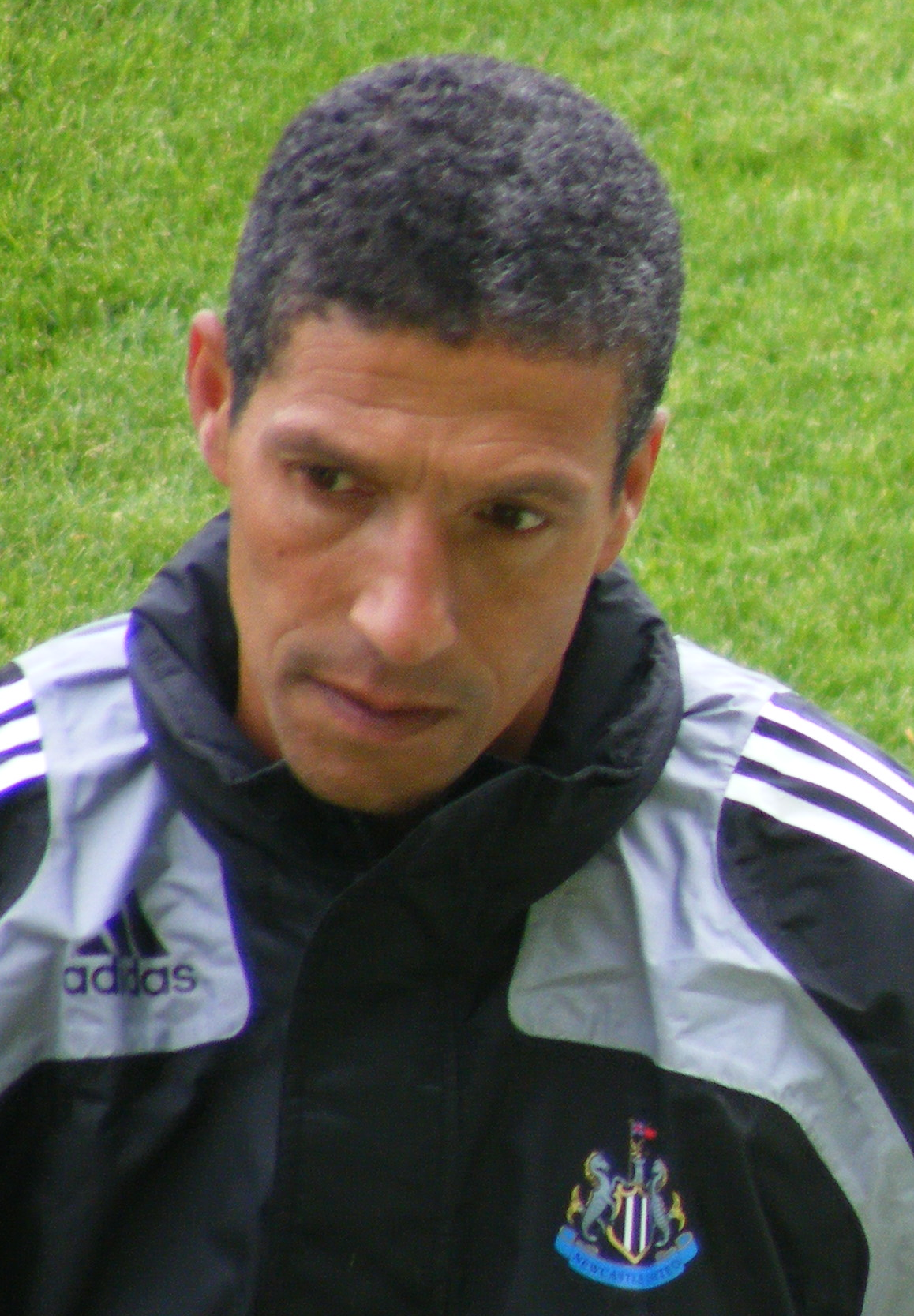
كريس هويتون

كريس هويتون (بالإنجليزية: Chris Hughton)‏، من مواليد 11 ديسمبر 1958، لاعب كرة قدم إيرلندي سابق، ومدرب كرة قدم إيرلندي حالي.
لعب مع منتخب إيرلندا لكرة القدم.

## مسيرته الكروية
لعب كريس هويتون خلال مسيرته الاحترافية مع 3 أندية في ستة عشر موسمًا وسجل خلالها 12 هدفًا ضمن 362 مباراة. حيث فاز في موسمين بالكأس ولم يفز بأي دوري.
خاض كريس هويتون مسيرته مع نادي توتنهام هوتسبير في موسم 1978–79 ليلعب معه اثنا عشر موسمًا، مشاركًا في 297 مباراة سجل خلالها 12 هدفًا. ثم انتقل إلى نادي وست هام يونايتد في موسم 1990–91 ولمدة موسمين، حيث شارك في 33 مباراة ولم يسجل أي هدف. لينتقل بعدها إلى نادي برينتفورد في موسم 1991–92 ولمدة موسمين، مشاركًا في 32 مباراة ولم يسجل أي هدف أيضًا.

## روابط خارجية
- كريس هويتون على موقع الاتحاد الدولي (مؤرشف)  (الإنجليزية)
- كريس هويتون على موقع قاعدة بيانات كرة القدم.إي يو (الإنجليزية)
- كريس هويتون على موقع ليكيب (الفرنسية)
- كريس هويتون على موقع ناشيونال فوتبول تيمز (الإنجليزية)
- كريس هويتون على موقع Soccerbase.com (لاعب) (الإنجليزية)
- كريس هويتون على موقع Soccerbase.com (مدرب) (الإنجليزية)
- كريس هويتون على موقع عالم كرة القدم.نت (الإنجليزية)
- كريس هويتون على موقع كووورة